# Tour de Suisse 1992
Die 56. Tour de Suisse fand vom 17. bis 26. Juni 1992 statt. Sie wurde in zehn Etappen über eine Distanz von 1796,7 Kilometern ausgetragen.
Gesamtsieger wurde der Italiener Giorgio Furlan. Die Rundfahrt startete in Dübendorf  und endete in Zürich. Insgesamt gingen 131 Fahrer an den Start, von denen 81 in Zürich ins Ziel kamen.

## Etappen
| Etappe     | Tag      | Start – Ziel                  | km         | Etappensieger     | Gesamtwertung    |
| ---------- | -------- | ----------------------------- | ---------- | ----------------- | ---------------- |
| 1. Etappe  | 17. Juni | Dübendorf – Dübendorf         | 150        | Alessio Di Basco  | Alessio Di Basco |
| 2. Etappe  | 18. Juni | Dübendorf – Schindellegi      | 181        | Giorgio Furlan    | Giorgio Furlan   |
| 3. Etappe  | 19. Juni | Pfäffikon – Schaffhausen      | 166        | Wilfried Nelissen | Giorgio Furlan   |
| 4. Etappe  | 20. Juni | Schaffhausen                  | 32,2 (EZF) | Gianni Bugno      | Giorgio Furlan   |
| 5. Etappe  | 21. Juni | Neuhausen am Rhf. – Leibstadt | 227        | Olaf Ludwig       | Giorgio Furlan   |
| 6. Etappe  | 22. Juni | Zofingen – Payerne            | 235,5      | Wilfried Nelissen | Giorgio Furlan   |
| 7. Etappe  | 23. Juni | Visp – Chiasso                | 225        | Sean Kelly        | Giorgio Furlan   |
| 8. Etappe  | 24. Juni | Chiasso – La Punt             | 237        | Eric Boyer        | Giorgio Furlan   |
| 9. Etappe  | 25. Juni | La Punt – Laax                | 155        | Roberto Pagnin    | Giorgio Furlan   |
| 10. Etappe | 26. Juni | Laax – Zürich                 | 188        | Olaf Ludwig       | Giorgio Furlan   |